# Петеркин, Джулия
Джулия Петеркин (англ. Julia Peterkin, в девичестве англ. Julia Mood; 31 октября 1880, Лоренс, Южная Каролина — 10 августа 1961, Форт Мотт, Южная Каролина) — американская писательница из Южной Каролины. Лауреат Пулитцеровской премии за художественную книгу 1929 года за роман Scarlet Sister Mary. Автор нескольких романов о плантациях Юга, в основном о народе галла в Лоукантри. Она была одним из немногих белых авторов, писавших о жизни афроамериканцев.

## Жизнь и карьера
Джулия Муд родилась в округе Лоренс, Южная Каролина . Ее отец был врачом, и она была третьей из его четверых детей. 
В 1896 году в возрасте 16 лет Джулия Муд окончила Конверс-колледж в Спартанбурге, Южная Каролина; год спустя она получила там же степень магистра. Несколько лет она преподавала в государственной школе, а затем в 1903 году вышла замуж за Уильяма Джорджа Петеркина. Он был плантатором, владевшим хлопковой плантацией площадью около 2000-акров (8,09 км2) около Форт-Мотта.
Она начала писать короткие рассказы, вдохновленные повседневной жизнью и управлением плантацией. Петеркин отправляла крайне настойчивые письма людям, которых она не знала и никогда не встречала. Например, она писала писателям Карлу Сэндбергу и Генри Менкену, приложив в письма примеры своих сочинений о культуре галлов, проживающих на побережье Южной Каролины. 
Хотя Менкен не приехал на плантацию Петеркин, он стал литературным агентом в начале ее карьеры, что, возможно, свидетельствует о ее убедительном письме. В конце концов Менкен познакомил ее с Альфредом Кнопфом, который в 1924 году опубликовал ее первую книгу «Зеленый четверг» (англ. Green Thursday).
Помимо ее романов, на протяжении всей ее карьеры в журналах и газетах публиковались ее короткие рассказы. Петеркин был одним из немногих белых авторов, специализировавшихся на истории афроамериканцев.
В 1929 году она получила Пулитцеровскую премию за роман «Алая сестра Мэри» (англ. Scarlet Sister Mary). Доктор Ричард С. Бертон, председатель жюри Пулитцеровской премии по художественной литературе, рекомендовал присудить первую премию другому роману, но факультет журналистики выбрал книгу Петеркин. Бертон вышел из состава жюри.
Книга вызвала споры на Юге. Публичная библиотека в небольшом городке Гаффни, Южная Каролина, признала книгу непристойной и запретила ее.В 1933 году с Петеркин связалась Кэролайн Миллер из Бэксли, штат Джорджия . Миллер искала издателя для своего первого романа и надеялась заручиться помощью Петеркин. Петеркин направила рукопись Миллер своему издателю. В 1933 году издательство Харпер выпустило роман Lamb in His Bosom, а в 1934 году Миллер получила Пулитцеровскую премию за этот роман.

## Работы
- Green Thursday: Stories, 1924
- Black April, 1927
- Scarlet Sister Mary, 1928
- Bright Skin, 1932
- Roll, Jordan, Roll, 1933
- A Plantation Christmas, 1934